# Берніс Мадіґан
Берніс Маріна "Бенні" Мадіґан (англ. Bernice Marina "Bennie" Madigan, уроджена Емерсон (англ. Emerson), 24 липня 1899, Вест-Спрингфілд, Гемпден, Массачусетс, США — 3 січня 2015, Чешир, Беркшир, Массачусетс, США) — американська довгожителька, на момент смерті була найстарішим жителем штату Массачусетс, четвертим найстарішим американським довгожителем, а також п'ятою найстарішою повністю верифікованою людиною на Землі. Крім того, вона входила в шістку останніх нині живих повністю верифікованих людей, які народилися в 1800-х роках.

## Життєпис
Берніс Емерсон народилася в місті Вест-Спрингфілд, що в штаті Массачусетс, 24 липня 1899 року. Коли їй виповнилося 6 років, її сім'я переїхала в містечко Чешир. По закінченню Вищої школи Адамса в 1918 році вона переїхала до Вашингтона, де працювала секретарем Управління у справах Ветеранів, потім в Казначействі.
Берніс Мадіґан була переконаною республіканкою. Вона брала участь в інавгурації президента Воррена Гардінга 4 березня 1921 року. Її улюбленими президентами були Дуайт Ейзенхауер і Рональд Рейган. «Рейган домігся дуже багато чого для уряду. А президент Ейзенхауер був найкращим господарем Білого Дому. Я їх обох дуже люблю» — говорила вона.
Мадіґан зустріла свого майбутнього чоловіка Пола в Вашингтоні. Вони одружилися 10 вересня 1925 року і прожили в шлюбі 51 рік. Пол помер в 1976 році. Вона пережила брата Роя Емерсона і сестру Мерилін Емерсон Мартін. В 2007 році Берніс повернулася в Чешир, округ Беркшир, Массачусетс. Вона ніколи не приймала жодних ліків чи вітамінів.
Берніс Мадіґан мирно померла уві сні рано вранці 3 січня 2015 року у віці 115 років і 163 днів.